# 周虹
周 虹（しゅう こう、Hong Zhou）は、日本の情報通信工学者。大阪工業大学工学部電子情報システム工学科教授。工学博士（京都大学）。元シンガポール国立大学講師。2013年より電子情報通信学会論文誌査読委員。2014年から2016年まで電子情報通信学会関西支部学生会運営委員。
専門は、情報通信工学・デジタル無線通信・IoT向け次世代無線ネットワーク。

## 経歴
1983年清華大学工学部電子工学科卒業。1990年京都大学大学院工学研究科電気工学専攻博士課程修了。1991年シンガポール国立大学(NUS)講師。
1995年大阪工業大学工学部電子工学科へ着任し、准教授を経て、電子情報システム工学科教授、学科長。
海外との研究ネットワークを生かした国際共同研究実績が多い（カリフォルニア大学UCLA、北京交通大学など）。
また、大阪工業大学と海外大学（特に台湾・中国）との国際PBL活動におけるサポートに貢献している。
主な所属学会は、IEEE、電子情報通信学会など。

## 主な研究
- 2μm帯における位相シフトCFBG(Chirped optical Fibre Bragg Grating)の伝送特性に関する研究 - カリフォルニア大学ロサンゼルス校(UCLA)との共同研究[3]
- モード干渉フィルターに基づく切替可能および調整可能なツリウムドープファイバーレーザー - 北京交通大学との共同研究[4]
- PM-PCFベースのサニャックループ干渉計と波長から時間へのマッピングを使用した超高速で温度に影響されないひずみ調査
- 三次元スプリットリング共振器メタマテリアルにおける磁気プラズモン共鳴モードの数値解析
- FSOリンクを介したRoF-MIMO送信
- QDPSKセルラー陸上移動無線の畳み込み符号化とダイバーシティ受信の複合効果（Combined effects of convolutional coding and diversity reception for QDPSK cellular land mobile radio）- シンガポール経営大学(SMU)との共同研究[5]